# مینا فتحی
مینا فتحی (انگلیسی: Mina Fathi; ۸ آبان ۱۳۲۵ – ۱۲ آبان ۱۴۰۲) بازیکن والیبال و مربی ایرانی بود. وی بازیکن و مربی تیم ملی ایران بوده‌است. مینا فتحی دکترای تربیت بدنی دارد و استاد تربیت بدنی دانشگاه خوارزمی است. وی با استاد جهانگیر قوام ازدواج کرده‌است و ۳ فرزند پسر دارد.

## زندگی ورزشی

تیم ملی والیبال، دقایقی پیش از دریافت نخستین مدال تاریخ والیبال بانوان ایران. دوشنبه ۲۸ آذر ماه ۱۳۴۵ در تالار سرپوشیده بانکوک. بانوان شایسته بترتیب از راست: دکتر لیلی امامی، دکتر عذرا ملک، ژاله سید هادی‌زاده، پری فردی، دکتر مینا فتحی، روحی پند نواز، نسرین شکوفی، مهری خرازی و ماری تت (کاپیتان)

وی مسابقات والیبال خود را در سطح آموزشگاهی در سال ۱۳۴۰ در اصفهان شروع کرد و دو بار به قهرمانی آموزشگاه‌های اصفهان رسید. سپس در سال ۱۳۴۲ به همراه تیم منتخب اصفهان نائب قهرمان مسابقات والیبال آموزشگاه‌های ایران شد.
وی از سال ۱۳۴۴ تا ۱۳۵۵ بازیکن تیم ملی والیبال بود و به همراه این تیم در ۳ دوره مسابقات آسیایی حاضر بود. در ششمین دوره بازی‌های آسیایی در بانکوک به همراه تیم ملی والیبال زنان ایران حضور پیدا کرد و مفتخر به کسب مقام سوم و مدال برنز گشت.
دکتر فتحی سابقه مربیگری بین سال‌های ۱۳۵۰ و ۱۳۷۵ را دارد. وی برای سال‌ها مربیگری تیم‌های دانشگاهی کشور را بر عهده داشت. تیم ملی با مربیگری مینا فتحی در مسابقات قهرمانی آسیا ۲۰۰۷ و همبستگی کشورهای اسلامی در سال‌های ۱۳۷۱ و ۱۳۷۳ در تهران شرکت کرد که در سال ۱۳۷۳ به مقام سومی دست یافت. وی در سال ۱۳۷۴ به همراه تیم هما قهرمان لیگ دسته یک والیبال کشور شد.

## درگذشت
در ۷۷ سالگی درگذشت

## کارنامه ورزشی
در سطح ملی
- مقام سوم در بازی‌های آسیایی بانکوک ۱۹۶۶[۷]
- رتبه چهارم در بازی‌های آسیایی بانکوک ۱۹۷۰
- رتبه پنجم در بازی‌های آسیایی تهران ۱۹۷۴

در سطح باشگاهی
- قهرمان باشگاه‌های تهران: اردیبهشت ۱۳۴۶ (انجمن)، بهمن ۱۳۴۶ (انجمن)، ۱۳۴۷ (انجمن)، اردیبهشت ۱۳۴۸ (انجمن)، زمستان ۱۳۴۸ (انجمن)، ۱۳۴۹ (انجمن)، ۱۳۵۱ (هما)، ۱۳۵۲ (هما)، ۱۳۵۳ (هما)، ۱۳۵۵ (هما)[۷]
- نائب قهرمان باشگاه‌های ایران: جام شهبانو ۱۳۵۴ (هما)
- نائب قهرمان مسابقات والیبال آموزشگاه‌های ایران: ۱۳۴۲ (با تیم اصفهان)[۱]